# 蒂娜·安巴尼
蒂娜·安巴尼（英語：Tina Ambani，婚前名為蒂娜·穆尼姆，1957年2月11日—）是印度女商人、活动家、慈善家及前寶萊塢電影女演員和模特。
她的丈夫是印度富豪安尼尔·安巴尼。蒂娜·安巴尼是丈夫旗下公司信實集團的主席之一。同時，她亦是Kokilaben Dhirubhai Ambani Hospital、Harmony for Silvers Foundation、Harmony Art Foundation等機構的主席。